# Basil Bennet
Basil Bennet (Estados Unidos, 30 de noviembre de 1894-19 de agosto de 1938) fue un atleta estadounidense, especialista en la prueba de lanzamiento de martillo en la que llegó a ser medallista de bronce olímpico en 1920.

## Carrera deportiva
En los JJ. OO. de Amberes 1920 ganó la medalla de  en el lanzamiento de martillo, llegando hasta los 48.25 metros, siendo superado por su compatriota Patrick Ryan (oro con 52.875 m) y el sueco Carl John Lind (plata).